# Kristina Alexejewna Iljinych
Kristina Alexejewna Iljinych (russisch Кристина Алексеевна Ильиных; englische Transkription Kristina Alekseevna Ilinykh; * 27. November 1994 in Jekaterinburg) ist eine russische Wasserspringerin, die im Kunst- und Synchronspringen vom 3-m-Brett sowie im Kunstspringen vom 1-m-Brett antritt.
Kristina Iljinych bestreitet seit 2008 internationale Wettkämpfe im Wasserspringen und wurde im selben Jahr Vizeeuropameisterin bei den Juniorinnen vom 3-m-Brett. 2011 wurde sie in ihrer Altersklasse Vizeeuropameisterin vom 1-m-Brett und Dritte vom 3-m-Brett. Bei ihrer ersten EM-Teilnahme im Seniorenbereich belegte Iljinych bei der Europameisterschaft 2013  in Rostock den fünften Platz im Synchronspringen mit Marija Poljakowa. Bei den Europameisterschaften 2014 in Berlin gewann sie die Silbermedaille vom 1-m-Brett hinter Tania Cagnotto und ein Jahr später erneut in Rostock Silber vom 3-m-Brett – wieder hinter Cagnotto – sowie Bronze im Synchronspringen zusammen mit Nadeschda Baschina.